# Neauphe-sous-Essai
Neauphe-sous-Essai ist eine französische Gemeinde mit 214 Einwohnern (Stand 1. Januar 2022) im Département Orne in der Region Normandie. Sie gehört zum Kanton Sées und zum Arrondissement Alençon. 
Nachbargemeinden sind La Chapelle-près-Sées und Sées im Nordwesten, Aunou-sur-Orne und Boitron im Nordosten, Essay im Osten, Bursard im Südosten und Saint-Gervais-du-Perron im Südwesten.

## Bevölkerungsentwicklung
| Jahr      | 1962 | 1968 | 1975 | 1982 | 1990 | 1999 | 2008 | 2015 | 2021 |
| --------- | ---- | ---- | ---- | ---- | ---- | ---- | ---- | ---- | ---- |
| Einwohner | 184  | 187  | 169  | 199  | 191  | 197  | 204  | 207  | 214  |

## Sehenswürdigkeiten

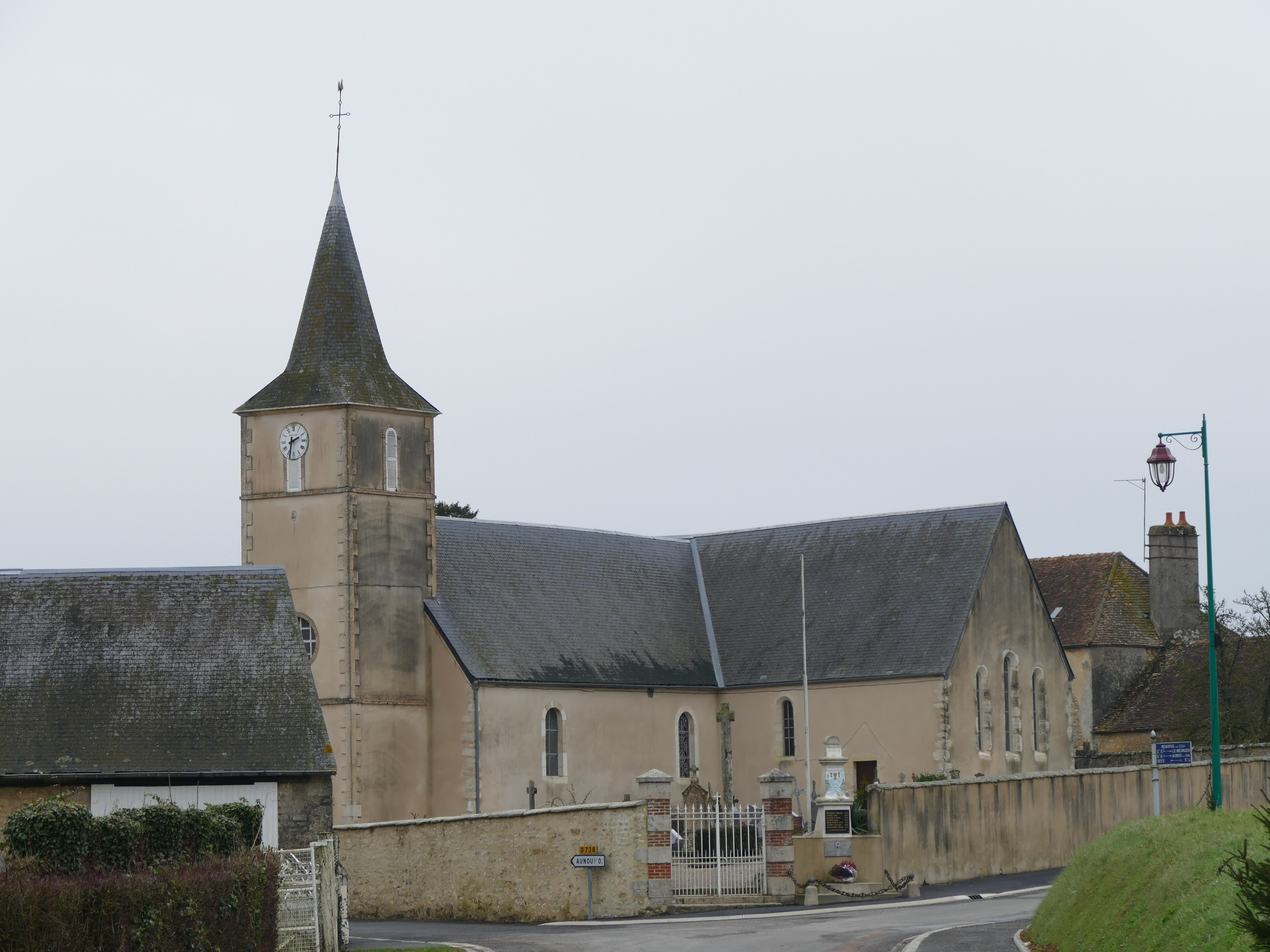
Kirche Notre-Dame

- Kirche Notre-Dame